# Formação Uberaba
A Formação Uberaba é uma unidade litoestratigráfica do Grupo Bauru, localizada na Bacia de Bauru, na região centro-sul do Brasil. A formação se estende principalmente pelos estados de Minas Gerais, São Paulo e Mato Grosso do Sul. Ela foi depositada durante o Cretáceo Superior, e caracteriza-se por uma sucessão de depósitos clásticos, predominantemente compostos por arenitos, argilitos e siltitos, com camadas de conglomerados em algumas áreas. O contexto deposicional da Formação Uberaba sugere ambientes fluviais e lacustres, alternando entre condições de clima seco e semiárido, comuns ao período Cretáceo da região.
A Formação Uberaba apresenta uma espessura variável, podendo atingir até 300 metros em algumas localidades. Ela é particularmente conhecida pelos seus depósitos de arenitos bem selecionados, que indicam o transporte de sedimentos por correntes fluviais. Além disso, a formação contém evidências de lagos temporários e ambientes de águas rasas, como indicam as camadas de siltitos e argilitos que se alternam com os arenitos.
Geologicamente, a Formação Uberaba repousa de forma discordante sobre os basaltos da Formação Serra Geral, refletindo a transição entre um regime tectônico ativo e a sedimentação continental. Essa formação tem relevância paleogeográfica, pois fornece dados sobre o clima, a dinâmica fluvial e as mudanças ambientais que ocorreram no interior do continente sul-americano durante o Cretáceo Superior.